# Eleccions legislatives malteses de 1955
Les Eleccions legislatives malteses de 1955 es van celebrar el 1955. Va guanyar el Partit Laborista i el seu cap Dom Mintoff fou nomenat primer ministre.

## Resultats
Resum dels resultats electorals de 1955 a la Cambra de Diputats de Malta
|                                                                                         | Partit Nacionalista Partit Nazzjonalista | 48.514  | 40    | 17 | - |
|                                                                                         | Partit Laborista Partit Laburista        | 68.447  | 57    | 23 | - |
|                                                                                         | Independents                             | 3.694   | 3     | -  | - |
|                                                                                         | Total (participació 81,1%)               | 120.651 | 100.0 | 40 |   |
| Font: «Malta Elections». Arxivat de l'original el 2005-12-31. [Consulta: 16 juny 2009]. |                                          |         |       |    |   |